# Plutodes chrysostigma
Plutodes chrysostigma là một loài bướm đêm trong họ Geometridae.